# Problemes no resolts en matemàtiques
Els problemes no resolts en matemàtiques són una sèrie d'enunciats o conjectures matemàtiques sobre els quals existeix una forta evidència empírica que són certs però dels quals no es coneix una demostració matemàtica rigorosa. Existeixen diverses llistes de problemes oberts, entre els quals els problemes del mil·lenni o els problemes de Hilbert (encara que solament una part dels mateixos segueixen sent problemes no resolts).

## Llistes de problemes no resolts en matemàtiques
Al llarg del temps han aparegut moltes llistes de problemes no resolts de les matemàtiques. La llista següent les enumera.
| Llista                                                | Nombre de problemes | Proposada per                   | Proposada el |
| ----------------------------------------------------- | ------------------- | ------------------------------- | ------------ |
| Problemes de Hilbert                                  | 23                  | David Hilbert                   | 1900         |
| Problemes de Landau                                   | 4                   | Edmund Landau                   | 1912         |
| Problemes de Taniyama                                 | 36                  | Yutaka Taniyama                 | 1955         |
| Problemes de Smale                                    | 18                  | Stephen Smale                   | 1998         |
| Premi dels problemes del mil·lenni                    | 7                   | Clay Mathematics Institute      | 2000         |
| Unsolved Problems on Mathematics for the 21st Century | 22                  | Jair Minoro Abe, Shotaro Tanaka | 2001         |
| Reptes matemàtics de DARPA                            | 23                  | DARPA                           | 2007         |

## Problemes del mil·lenni
Els set problemes del mil·lenni foren escollits per una institució privada de Cambridge, Massachusetts (EUA), l'Institut Clay de Matemàtiques, la resolució dels quals seria premiada, segons va anunciar el Clay Mathematics Institute l'any 2000, amb la suma d'un milió de dòlars per cadascun.
La llista és la següent:
- P versus NP
- Conjectura de Hodge
- Hipòtesi de Riemann
- Existència de Yang-Mills i del salt de massa
- Existència i unicitat de les solucions de les equacions de Navier-Stokes
- Conjectura de Birch i Swinnerton-Dyer
- Conjectura de Poincaré (resolta)

## Altres problemes no resolts

### Teoria de nombres

#### Nombres primers
- Conjectura de Goldbach (conjectura 'forta')
- Conjectura dels nombres primers bessons
- Existència d'infinits nombres primers de Mersenne
- És tot nombre de Fermat compost per a n > 4?
- Problema de Sierpinski: "quin és el menor nombre de Sierpinski?" És el número 78,557? (conjectura de Selfridge)

#### Altres
- Conjectura de Collatz (o problema 3n + 1)
- Conjectura abc
- Existència de nombres perfectes imparells

### Àlgebra
- Problema invers de Galois

### Geometria
- Problema del sofà

### Combinatòria
- Nombre de quadrats màgics

## Problemes resolts recentment
- Conjectura de Goldbach (conjectura, 'feble', temptativament resolta per Harald Helfgott, 2012)
- Conjectura de Poincaré (resolta per Grigori Perelmán, 2002)
- Conjectura de Catalan (Preda Mihăilescu, abril de 2002)
- Conjectura de Taniyama-Shimura generalitzada (Christophe Breuil, Brian Conrad, Fred Diamond i Richard Taylor, 1999)
- Conjectura de Kepler (Thomas Halis, 1998)
- Darrer teorema de Fermat (Andrew Wiles, 1995)
- Teorema dels quatre colors (Kenneth Appel i Wolfgang Haken, 1977)